# Albert Hurt
Albert Hurt (* 22. April 1999) ist ein estnischer Volleyballspieler.

## Karriere
Hurt begann seine Karriere bei Selver Tallinn. 2019 wechselte er zum Ligakonkurrenten Bigbank Tartu. Mit dem Verein gewann er 2020 den nationalen Pokal. In der Saison 2020/21 wurde der Verein estnischer Meister. Mit der estnischen Nationalmannschaft erreichte der Außenangreifer 2021 den dritten Platz in der Golden League und nahm an der Europameisterschaft teil. 2022 siegte er mit Tartu in der baltischen Meisterschaft. Zur Saison 2022/23 wechselte er zum deutschen Bundesligisten WWK Volleys Herrsching.